# Yasemin Horasan
Yasemin Horasan (1 de agosto de 1983) é uma basquetebolista profissional turca.

## Carreira
Yasemin Horasan integrou a Seleção Turca de Basquetebol Feminino, em Londres 2012.